# Gomphreneae
Gomphreneae, tribus biljaka iz porodice štirovki, dio potporodice Gomphogynoideae. Podijeljena je na dva podtribusa sa ukupno 13 rodova

## Podtribusi i rodovi
1. Subtribus Froelichiinae
  1. Guilleminea Kunth (6 spp.)
  2. Tidestromia Standl. (8 spp.)
  3. Froelichia Moench (15 spp.)
  4. Froelichiella R. E. Fr. (1 sp.)
  5. Pfaffia Mart. (33 spp.)
  6. Hebanthodes Pedersen (1 sp.)
  7. Hebanthe Mart. (5 spp.)
  8. Pedersenia Holub (9 spp.)
  9. Alternanthera Forssk. (107 spp.)
2. Subtribus Gomphreninae
  1. Gomphrena L. (135 spp.)
  2. Pseudogomphrena R. E. Fr. (1 sp.)
  3. Iresine R. Br. (42 spp.)
  4. Quaternella Pedersen (3 spp.)